# Elise Bartels (Politikerin)

Elise Bartels

Elise Bartels (geborene Bicker; * 13. Mai 1880 in Hildesheim; † 25. Oktober 1925 in Berlin) war eine deutsche sozialdemokratische Politikerin.

## Leben
Bartels besuchte die Volks- und Mittelschule und machte anschließend eine Lehre in der Textilindustrie. Sie war als Dienstmädchen und als Fabrikarbeiterin tätig, ehe sie 1901 heiratete. Mit ihrem Mann hatte sie zwei Kinder, und Elise Bartels wurde Hausfrau. Im Jahr 1908 trat sie der SPD und 1915 den freien Gewerkschaften bei. Sie war aktiv in der Jugendbewegung und während des Ersten Weltkrieges in der Fürsorge tätig. Im Jahr 1920 war sie Mitbegründerin und erste Vorsitzende (bis 1922) der Arbeiterwohlfahrt in Hildesheim. Zwischen 1919 und 1925 war sie Stadtverordnete in Hildesheim. Von 1922 bis 1925 gehörte Bartels dem zentralen Parteiausschuss der SPD an. Von August 1922 bis zu ihrem Tod an einer Embolie war sie Mitglied des Deutschen Reichstages.

## Ehrungen, Sonstiges
In Hildesheim ist eine Straße und ein Kindergarten nach ihr benannt worden.
Für Bartels rückte Otto Grotewohl (1949 bis 1964 Ministerpräsident der DDR) in den Reichstag nach.